# 墾利区
墾利区（こんり-く）は、中華人民共和国山東省東営市に位置する市轄区。元は利津県に属して、開墾地区と利津窪より名づけられた。東営勝利空港がある。

## 行政区画
- 街道：墾利街道、興隆街道
- 鎮：勝坨鎮、郝家鎮、永安鎮、黄河口鎮、董集鎮
- 省級経済開発区